# ガージー (イラク王)
ガージー・ビン・ファイサル（アラビア語: غازي الأول بن فيصل, ラテン文字転写: Ġāzī al-Awwal bin Fayṣal、1912年3月21日 - 1939年4月4日）は、第2代イラク国王（1933年9月8日 - 1939年4月4日）。イラクのクウェートに対する主権を公式に主張した最初のイラクの元首でもある。

## 生涯
後にイラクの初代国王に即位するファイサルの長男としてメッカで生まれた。父がオスマン帝国に対するアラブ独立運動の指導者として各地を飛び回っている間、ガージーは祖父にあたるヒジャーズ国王フサイン・イブン・アリーの下で育つことになる。アラブ反乱宣言直前はファイサルの家族とともにシリアのダマスカスで生活していたが、脱出する。
1924年、イブン・サウードによってメッカが奪われ、翌年ヒジャーズ王国が滅びると、ガージーは他のハーシム家の王族同様ヒジャーズを去りバグダードに移住、イラクの王太子に立てられた。
1933年12月、ファイサル1世が崩御し、ガージーはイラク国王に即位した。ガージーはイギリスの庇護の下に即位した父と違って汎アラブ主義者であったが、父からは思想のみならず政治手腕も受け継がなかったようである。ガージーの即位早々、シーア派地域に建設予定のダムにあてられるはずだった予算が軍の拡張に費やされたり、徴兵制度導入などに反対するシーア派各部族の反乱が相次いで起こった。徴兵反対の反乱はシーア派地域だけではなく、イラク北部のクルド人地域でも頻発した。これらの反乱に対処するため政府は強権化、首相のヤーシーン・アル＝ハーシミーの独裁体制が成立する中、ガージーの実権は削減の一途を辿ることになる。
1934年、イラクに亡命していた従姉のアーリヤ（ヒジャーズ王アリー・イブン・フサインの娘）と結婚する。これにより後に義弟アブドゥル＝イラーフがイラク・ハーシム家内で台頭することになる。
ガージーは1936年に起こったバクル・シドキ将軍が主導する軍事クーデターに支持を与えた。ガージーの政治スタンスはイラクのスンニ派勢力のそれに近いもので、イラクにおけるイギリスの影響やパレスチナや湾岸地域におけるイギリスの政策を不快に思う一方、イラクの主権がクウェートにも及ぶべきという主張を掲げ、これらの主張を1937年に王宮内に設置されたラジオ局から国王自らが説き、1938年にはクウェートに密貿易阻止とユーフラテス川河口2島の割譲を要求した。
第二次世界大戦前夜の1939年、スポーツカー運転中の不可解な交通事故で崩御した。一部では当時のイラク首相で親英派だったヌーリー・アッ＝サイードの陰謀説がささやかれた。